# 박

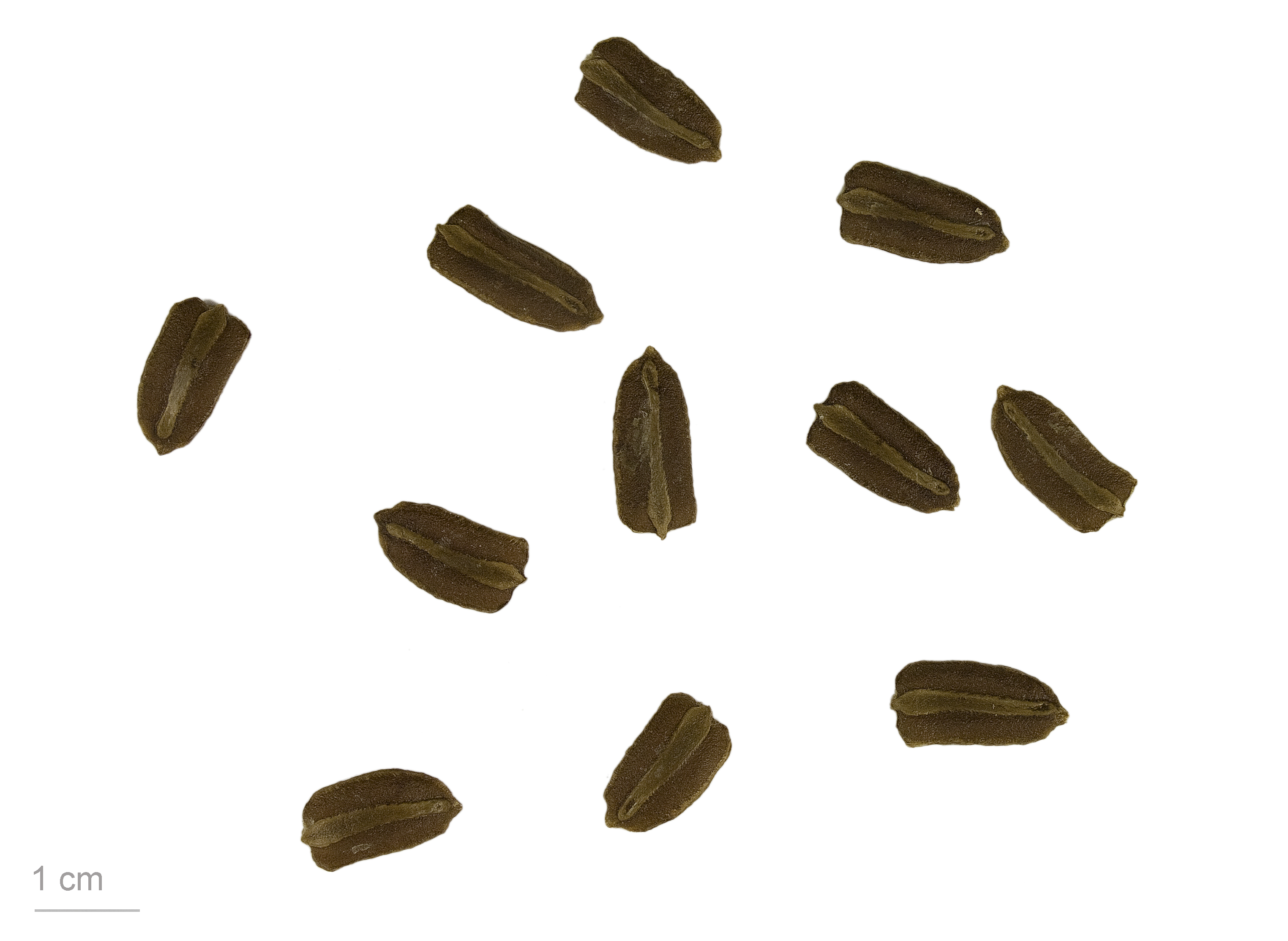
Lagenaria siceraria var peregrina

박은 박과에 속하는 덩굴성 한해살이풀로, 인도·아프리카가 원산지다. 덜 익은 박을 길게 오려서 박고지를 먹거나, 속으로 나물을 해 먹는다. 속을 파내고 삶은 박 껍질로 바가지를 만든다.
호리병박은 박과의 덩굴식물의 한 종류이다. 호리병과 같은 모양을 띠는 것이 특징이다. 호리병박의 껍질로는 표주박을 만든다.
이탈리아에서는 cucuzza로 부르며, 속을 먹는다. 고대 중국에서는 음기를 빨아들여 건강을 되찾게 하는 것으로 여겼다.

## 특징
전체에 짧은 털이 있으며 줄기의 생장이 왕성하고 각 마디에서 많은 곁가지가 나온다. 잎은 어긋나고 심장형이나 얕게 갈라지며 너비와 길이가 20 ~ 30cm이고, 잎자루가 있다.

### 꽃
꽃은 단생의 합판화관으로 5개로 갈라지고 지름 5 ~ 10cm이다. 박과식물의 꽃은 대개가 황색이나 박은 일부 야생종을 제외하고는 모두 백색을 띠고 있다. 보통 17 ~ 18시에 개화하여 다음날 아침 5 ~ 7시에 시드는 것이 특색이다. 수술은 3개의 꽃밥이 가볍게 붙어 있으며, 암술머리가 3개로 갈라진다.

### 열매
열매는 장과(漿果)로 종류에 따라 다르나 보통 수정 후 10일경부터 급격히 비대해지기 시작하여 15 ~ 20일이면 5 ~ 6kg으로 비대해진다. 이 때가 박고지용 등 식용으로 적당한 때이다. 수정 25일 후부터는 품종 특유의 과일 형태를 이루게 되며, 과일의 껍질이 굳어지는 것은 40 ~ 45일 계속된다. 종자는 흑갈색으로 표면에 융기한 4개의 줄이 있고 각 줄에는 짧은 털이 밀생한다.

## 한국의 박
《삼국사기》에는 박혁거세의 이름에 대하여 다음과 같은 내용이 있다.
진한 사람들[辰人]은 박[瓠]을 朴이라 부르는데, 처음에 큰 알이 마치 박과 같았던 까닭에 朴을 성으로 삼았다.

辰人謂瓠爲朴 以初大卵如瓠 故以朴爲姓
— 삼국사기 신라본기 제1권

이로 박이 적어도 신라 시대에도 있었으며, 당시 발음이 — 지금의 ‘박’과 얼마나 비슷했을지는 알 수 없지만 — 朴이었다는 것을 알 수 있다.
한반도에서는 조선시대까지는 초가집 지붕에 흔히 박을 키웠으나, 지금은 초가집이 없어지면서 보기 힘들어졌다.
동화 흥부전에서는 흥부와 놀부 형제가 제비에게 박씨를 얻어 박을 기르게 되는데, 흥부가 잘라낸 박 안에서는 금은보화와 보물들이 나와 호사를 누리지만 놀부가 잘라낸 박 안에서는 도깨비가 튀어나와 벌을 받게 된다.

### 재배
한국에서는 예로부터 관상용·식용·과피 이용의 용기, 즉 바가지를 목적으로 재배되었다. 또한 수박의 덩굴쪼김병 저항성 대목으로의 이용도 많다.
박의 분류 방법에는 여러 가지가 있으나 과형의 외관적 유별을 중심으로 분류하면 3형이 있는데, Ⅰ형은 작은 표주박형으로 관상용이며 식용으로는 부적당하다. Ⅱ형은 지름 15 ~ 30cm, 길이 50 ~ 90cm의 긴 박으로 과육에 강한 쓴맛이 있기 때문에 수박의 대목이나 바가지용으로 이용되는 경우가 많다. Ⅲ형은 박고지용으로 이용된다.

### 이용
박고지는 개화 후 15 ~ 20일이 되어 비대가 끝나면 표피가 굳어지기 전에 수확하여 과육을 나비 2.5cm, 두께 3mm 정도의 끈 모양으로 켜서 이것을 일정한 길이로 자른 다음 햇볕이나 화력에 의하여 건조시켜 만든다. 수분 함량이 25% 이하가 되어야 한다. 저장하여 두고 이용할 경우에는 완전건조 전에 황을 태워 훈증소독을 한다.
바가지나 표주박 등 용기나 관상용은 개화 후 40 ~ 45일 이상 되어 표피가 완전히 굳어진 뒤 습기가 많은 흙 속에 묻어 과육을 썩인 다음 이 과육을 제거하고 그늘에 말려 바가지로 이용한다. 박을 쪼개어 솥에 넣고 삶은 다음 과육을 긁어내고 그늘에 말려 이용하기도 한다.

## 같이 보기
- 박나무속